# Lillian Witte Fibe
Lillian Witte Fibe (São Paulo, 21 de outubro de 1953) é uma jornalista brasileira. Formada pela Universidade de São Paulo, ela se destacou como uma das primeiras mulheres a ocupar um espaço de destaque nos telejornais, especialmente na área econômica, tendo estado à frente do Jornal da Globo e Jornal Nacional.

## Biografia
Descendente de alemães e espanhóis, é filha de Mario Fibe, contador, e Evalda Witte Fibe, que trabalhava em serviços administrativos de escritório.
Lillian é formada em Jornalismo pela Universidade de São Paulo.
Sua primeira experiência como jornalista foi na Folha de S. Paulo, onde trabalhou na editoria de Educação por três meses, onde tinha como chefe Perseu Abramo, então diretor do jornal. Permaneceu pouco mais de dois anos na Folha.
Em seguida, o editor de Economia do jornal a convidou a acompanhá-lo e trabalhar na Gazeta Mercantil, onde trabalhou na editoria de Finanças até formar-se na USP, quando pediu para ser transferida para Brasília.
Em Brasília, Lillian morou por três anos, até 1979, trabalhando inicialmente como repórter setorista do ministro Mário Henrique Simonsen. Ainda durante sua passagem por Brasília, trabalhou por um ano também no Jornal do Brasil, até voltar à Gazeta Mercantil.
Iniciou a carreira televisiva na Rede Bandeirantes, como comentarista econômica, em 1982.
Estreou no Jornal Nacional da Rede Globo em 1982 como repórter. No fim dos anos 80 passou a apresentar um programa de economia na emissora: o Globo Economia. Entre 1989 e 1990 foi comentarista do Jornal Hoje, do Jornal Nacional e do Jornal da Globo. Participou, a essa época, de um projeto de regionalização do Jornal da Globo (Lillian apresentaria uma edição paulista desse telejornal juntamente com William Bonner), que acabou não se concretizando. Em 1989, depois de um período no "Jornal da Globo", passou a fazer seus comentários sobre economia e politica também no JN. No mesmo ano, participou do programa Palanque Eletrônico, com Joelmir Beting e Alexandre Garcia, entrevistando todos os candidatos à Presidência da República.
Na mesma época, até a sua primeira saída da Globo, foi comentarista de economia da Rádio Excélsior AM de São Paulo, dentro do projeto que embasou a criação da CBN.
Em 1990, numa entrevista no anúncio do Plano Collor, Lillian e a então Ministra Zélia Cardoso de Mello discutiram ao vivo. Lillian alegou, anos depois, que Zélia não queria responder às suas perguntas acerca do confisco, e que esse é um dos motivos da famosa discussão.
Entre 1991 e 1993 trabalhou no SBT, onde apresentou o primeiro Jornal do SBT.
Em 1993 voltou para a Rede Globo e passou a ancorar o Jornal da Globo, cuja produção fora transferida para São Paulo. Com a reformulação do jornalismo da emissora a partir de 1996 - comandada por Evandro Carlos de Andrade - assume a apresentação do Jornal Nacional com William Bonner. Em 1998 reassume o Jornal da Globo, telejornal que apresentaria até 2000.
A partir de 2000, deixou a televisão e passou a ancorar noticiários na internet. Apresentou o Jornal da Lílian no portal Terra. Durante sua passagem pelo portal, Lillian protagonizou uma cena no mínimo inusitada na história do jornalismo brasileiro ao sofrer uma crise de riso no telejornal enquanto noticiava o caso de uma senhora de 81 anos que havia sido presa, acompanhada do namorado de 56, contrabandeando 10 mil tabletes de ecstasy, sendo que o namorado afirmou ter pensado que era Viagra. O vídeo é, ainda hoje, um sucesso na Internet.
Em 2005 voltou à televisão, sendo contratada pela Rede 21 para apresentar o Jornal 21, que acabou precocemente logo após sua estreia. Na mesma época, também trabalhou como comentarista de economia da Rádio Bandeirantes. No mesmo ano, retorna à Rede Globo, participando do quadro Meninas do Jô, do Programa do Jô, debatendo assuntos relacionados à política e economia. O quadro foi ao ar até o fim do programa, em 2016.
Por dois anos, entre setembro de 2004 e setembro de 2006, foi âncora do UOL News, do portal UOL. No dia 4 de setembro de 2006, ela encaminhou um e-mail de despedida aos colegas de trabalho. Procurada pelo portal Imprensa, a jornalista confirmou a informação, mas não citou o motivo da saída.
Assumiu a apresentação do programa Roda Viva, da TV Cultura, a partir de junho de 2008, mas saiu em fevereiro de 2009.
Em outubro de 2017, torna-se colunista do site da Veja, onde assinava um blog, fazia transmissões ao vivo nas redes sociais e participava de programas da TVEJA. Escreveu para o veículo pela última vez em agosto de 2018.

### Vida pessoal
Mãe de dois filhos, Lillian é casada desde 1979 com o jornalista Alexandre Gambirasio.

## Filmografia
| Ano     | Nome                | Função        | Notas                 | Emissora          |
| ------- | ------------------- | ------------- | --------------------- | ----------------- |
| 1982    | Jornal Bandeirantes | Comentarista  |                       | Rede Bandeirantes |
| 1983-85 | Jornal da Noite     | Apresentadora |                       | Rede Bandeirantes |
| 1987-89 | Globo Economia      | Apresentadora |                       | Rede Globo        |
| 1990-91 | Jornal da Globo     | Comentarista  |                       | Rede Globo        |
| 1991-93 | Jornal do SBT       | Apresentadora |                       | SBT               |
| 1991-93 | TJ Brasil           | Comentarista  |                       | SBT               |
| 1993-96 | Jornal da Globo     | Apresentadora |                       | Rede Globo        |
| 1996-98 | Jornal Nacional     | Apresentadora |                       | Rede Globo        |
| 1996    | Retrospectiva       | Apresentadora |                       | Rede Globo        |
| 1998-00 | Jornal da Globo     | Apresentadora |                       | Rede Globo        |
| 2000-05 | Jornal da Lílian    | Apresentadora |                       | Portal Terra      |
| 2005    | Jornal 21           | Apresentadora |                       | Canal 21          |
| 2005-16 | Programa do Jô      | Comentarista  | Quadro: Meninas do Jô | Rede Globo        |
| 2008-09 | Roda Viva           | Apresentadora |                       | TV Cultura        |